# Bremen (U-Boot)
Die Bremen war ein deutsches Handels-U-Boot. Sie wurde im Juli 1916 von der Germaniawerft abgeliefert. Wie auch das Schwesterschiff, die Deutschland, sollte es für das Deutsche Kaiserreich strategisch wichtige Frachtgüter aus den Vereinigten Staaten holen. Die Bremen lief am 21. August 1916 aus dem Kieler Hafen aus und ging verloren.

## Handels U-BootBremen
Nach der Ablieferung wurde die Bremen der U-151-Klasse am 8. Juli 1916 der Deutschen Ozean-Reederei (DOR) übergeben und in das Schiffsregister von Bremen eingetragen. Die Taufpatin war die Frau des Bremer Bürgermeisters Carl Georg Barkhausen. Karl Schwartzkopf, ein an U-Booten ausgebildeter Reserveoffizier der Marine, war der Kapitän. Er war vor der Übernahme der Bremen aus dem aktiven Dienst entlassen worden. Für die Maschinenanlage war Walter Dähn zuständig. Die Ladung bestand aus etwa 750 Tonnen Anilinfarben und Arzneimitteln. Unter Letzteren befand sich ein Medikament gegen Kinderlähmung, das in den Vereinigten Staaten bereits erwartet wurde.
Die Bremen lief am 21. August 1916 aus dem Kieler Hafen aus und trat nach der Ladungsaufnahme in Bremen und einem Anlauf im Helgoländer Hafen die Reise über den Atlantik an. Das Ziel war New London im US-Bundesstaat Connecticut. Der letzte Funkspruch der Bremen war ein Kurzsignal, das die Nachricht enthielt, das U-Boot nähere sich den Gewässern um Orkney. Danach und auch nach dem Kriegsende gab es außer Spekulationen keine Meldungen mehr über den Verbleib des U-Bootes. Die Bremen gilt seither als verschollen.

## Technik
Die Bremen war ein Zweihüllenboot, dessen Druckkörper bis zu 5,8 m im Durchmesser maß. Die äußere Hülle war bis zu 8,9 m breit, das Boot insgesamt 65 m lang und 9,25 m hoch. Bei Überwasserfahrt und einer maximalen Verdrängung von 1575 t lag es 5,3 m tief im Wasser. Angetrieben wurde das mit 791 BRT vermessene Boot von zwei 6-Zylinder-Viertakt-Dieseln, die nicht umsteuerbar waren. Die Bremen konnte daher nur mit ihren beiden Elektromotoren manövrieren, die 800 PS leisteten und auch für die Unterwasserfahrt benötigt wurden. Über Wasser waren bis zu 10 kn Höchstgeschwindigkeit möglich, unter Wasser noch 6,7 kn. Der Treibstoffvorrat von 200 t Öl ermöglichte dem Boot eine Reichweite von 12.000 sm bei Höchstfahrt.

## Hintergrund
Der Bremer Großkaufmann Alfred Lohmann (Lohmann & Co), die Reederei Norddeutscher Lloyd (NDL) und die Deutsche Bank planten nach der britischen Seeblockade in der Nordsee den Bau von Handels-Unterseebooten. Damit sollten strategisch wichtige Frachtgüter über den Atlantik transportiert werden. Daher erfolgte am 8. November 1915 in Bremen die Gründung der DOR. Sechs Handels-Unterseeboote waren von der Germaniawerft nach den Entwürfen von Hans Techel und Rudolf Erbach ohne Bewaffnung geplant. Nur zwei, die Schwesterschiffe Deutschland und Bremen, wurden als Handelsschiffe fertiggestellt und gingen in Fahrt. Von der Bremen fehlt jede Spur. Die anderen sechs U-Boote der Klasse wurden als U-Kreuzer direkt an die Kaiserliche Marine abgeliefert, die Deutschland später umgebaut.